# Рейнбек (Айова)
Рейнбек (англ. Reinbeck) — місто (англ. city) в США, в окрузі Гранді штату Айова. Населення — 1662 особи (2020).

## Географія
Рейнбек розташований за координатами 42°19′18″ пн. ш. 92°35′51″ зх. д. / 42.32167° пн. ш. 92.59750° зх. д. (42.321651, -92.597632).  За даними Бюро перепису населення США в 2010 році місто мало площу 4,72 км², уся площа — суходіл. В 2017 році площа становила 5,63 км², уся площа — суходіл.

## Демографія
Згідно з переписом 2010 року, у місті мешкали 1664 особи в 738 домогосподарствах у складі 468 родин. Густота населення становила 353 особи/км².  Було 802 помешкання (170/км²).
Расовий склад населення:
| - 98,7 % — білих - 0,2 % — чорних або афроамериканців - 0,1 % — корінних американців - 0,1 % — азіатів |

До двох чи більше рас належало 0,4 %. Частка іспаномовних становила 1,1 % від усіх жителів.
За віковим діапазоном населення розподілялося таким чином: 20,9 % — особи молодші 18 років, 55,1 % — особи у віці 18—64 років, 24,0 % — особи у віці 65 років та старші. Медіана віку мешканця становила 45,1 року. На 100 осіб жіночої статі у місті припадало 94,2 чоловіків;  на 100 жінок у віці від 18 років та старших — 88,3 чоловіків також старших 18 років.
Середній дохід на одне домашнє господарство  становив 70 025 доларів США (медіана — 50 563), а середній дохід на одну сім'ю — 92 247 доларів (медіана — 72 679). Медіана доходів становила 47 031 долар для чоловіків та 35 000 доларів для жінок. За межею бідності перебувало 7,8 % осіб, у тому числі 2,3 % дітей у віці до 18 років та 5,3 % осіб у віці 65 років та старших.
Цивільне працевлаштоване населення становило 855 осіб. Основні галузі зайнятості: освіта, охорона здоров'я та соціальна допомога — 21,4 %, будівництво — 16,5 %, виробництво — 13,2 %, роздрібна торгівля — 11,0 %.